# Аилано
Аилано (итал. Ailano) је насеље у Италији у округу Казерта, региону Кампанија.
Према процени из 2011. у насељу је живело 763 становника. Насеље се налази на надморској висини од 229 м.

## Становништво
Према резултатима пописа становништва 2011. у општини је живело 1.380 становника.
| 1931. | 1936. | 1951. | 1961. | 1971. | 1981. | 1991. | 2001. | 2011. |
| ----- | ----- | ----- | ----- | ----- | ----- | ----- | ----- | ----- |
| 1.407 | 1.470 | 1.627 | 1.711 | 1.717 | 1.788 | 1.730 | 1.466 | 1.380 |

## Партнерски градови
- Сан Ђовани ла Пунта